# Hack – Die Straßen von Philadelphia
Hack – Die Straßen von Philadelphia ist eine US-amerikanische Fernsehserie, die am 27. September 2002 ihre Premiere beim Sender CBS feierte. Die Serie besteht aus 40 Folgen in 2 Staffeln. Die deutsche Synchronfassung wurde ab 13. März 2010 auf Kabel eins ausgestrahlt.

## Inhalt
Die Serie dreht sich um den ehemaligen Polizisten Mike Olshansky (David Morse), der, nachdem er der Korruption beschuldigt und gefeuert wurde, nun als Taxifahrer in Philadelphia, Pennsylvania, arbeitet. Seine Vergangenheit als Cop lässt ihn jedoch nicht los. Zusammen mit seinem ehemaligen Partner rettet Olshansky zahlreiche Leben und jagt Verbrecher, so dass er sich einen Ruf als Rächer erwirbt.

## Besetzung und Synchronisation
Die deutsche Synchronisation der Serie wurde bei der Scalamedia GmbH, München unter Dialogregie von Detlef Klein durchgeführt.
| Schauspieler   | Charakter            | Synchronsprecher   |
| -------------- | -------------------- | ------------------ |
| David Morse    | Mike Olshansky       | Claus Brockmeyer   |
| George Dzundza | Tom Grzelak          | Michael Rüth       |
| Andre Braugher | Marcellus Washington | Christoph Jablonka |
| Donna Murphy   | Heather Olshansky    | Martina Duncker    |